# Kurt Thomas (gimnasta)
Kurt Thomas (Miami, Florida, 29 de marzo de 1956-Texas, 5 de junio de 2020) fue un gimnasta artístico estadounidense, especialista en la prueba de suelo, con la que llegó a ser dos veces campeón del mundo en Estrasburgo 1978 y en Fort Worth 1979; además también consiguió ser campeón del mundo en Fort Worth 1979 en la prueba de barra horizontal. Fue el inventor del paso flare o molinos americanos que ejecutaba en el suelo y en al caballo con arcos. Un año después, estableció el récord de más medallas ganadas en un solo evento mundial por un gimnasta estadounidense con seis, una hazaña igualada solo por Simone Biles en 2018. A pesar de este éxito, su única aparición olímpica se produjo en 1976, en Montreal, Canadá. No pudo competir en los Juegos Olímpicos de verano de 1980 en Moscú, URSS, donde era el favorito para ganar el oro, debido al boicot de su país a esos Juegos. Posteriormente se le prohibió competir en los Juegos Olímpicos en Los Ángeles, Estados Unidos, cuatro años después porque se había convertido en profesional.
Thomas fue incluido en el Salón de la Fama de la Gimnasia Artística en el año 2003.

## Carrera deportiva
En el Mundial celebrado en Estrasburgo (Francia) en 1978 ganó el oro en suelo, por delante del japonés Shigeru Kasamatsu y del soviético Alexander Dityatin (bronce).
Al año siguiente, en el Mundial celebrado en Fort Worth (Estados Unidos) en 1979 ganó seis medallas: dos oros en suelo y barra fija, tres platas en paralelas —tras su compatriota Bart Conner y empatado con el soviético Aleksandr Tkachyov—, en la general individual —tras el soviético Alexander Dityatin y por delante de otro soviético Aleksandr Tkachyov— y en caballo con arcos —tras el húngaro Zoltán Magyar— y bronce en equipos, tras la Unión Soviética y Japón.

## Carrera como actor
En 1985 actuó como protagonista en la película de artes marciales Gymkata.

## Fallecimiento
El 24 de mayo de 2020 sufrió un accidente cerebrovascular causado por la rotura de la arteria basilar en el tronco del encéfalo. Falleció a los sesenta y cuatro años pocos días después, el 5 de junio de 2020 a causa de dicho derrame.